# Scinax alcatraz
Scinax alcatraz är en groddjursart som först beskrevs av Lutz 1973.  Scinax alcatraz ingår i släktet Scinax och familjen lövgrodor. IUCN kategoriserar arten globalt som akut hotad. Inga underarter finns listade i Catalogue of Life.